# 萨拉·瓦扬古
萨拉·瓦扬古（法語：Sarah Vaillancourt，1985年5月8日—），加拿大前女子冰球运动员。她曾代表加拿大国家队参加2006年和2010年冬季奥林匹克运动会冰球比赛，获得二枚金牌。